# Bleiken bei Oberdiessbach
Bleiken bei Oberdiessbach est une localité et une ancienne commune suisse du canton de Berne, située dans l'arrondissement administratif de Berne-Mittelland.

Photo aérienne (1962)

## Histoire
Le 1er janvier 2014, la commune de Bleiken est intégrée à celle d'Oberdiessbach.